# Декларация о государственной независимости Республики Кыргызстан
Декларация о государственной независимости Кыргызской Республики — политико-правовой акт, ознаменовавший провозглашение государственной независимости Кыргызстана и начало конституционной реформы.

## Содержание
Верховный Совет Республики Кыргызстан, исходя из принятой 15 декабря 1990 года «Декларации о государственном суверенитете
Республики Кыргызстан» и руководствуясь Конституцией (Основным Законом)
Республики Кыргызстан:
— Объявляет Республику Кыргызстан — независимым, суверенным демократическим государством.
— Территория Республики Кыргызстан является целостной и неделимой, на ней действует только Конституция Республики Кыргызстан.
— Республика Кыргызстан подчёркивает свою приверженность к общепризнанным принципам международного права, руководствуется принципами дружбы и сотрудничества между народами, будет неуклонно соблюдать принятые на себя обязательства не допуская конфронтацию в
международных, межнациональных отношениях, и выступает за заключение нового Союзного Договора суверенных государств на равных основаниях.
—Призывает парламенты союзных республик и стран мирового сообщества признать независимость Республики Кыргызстан.
— Поручает Президенту Республики Кыргызстан и Президиуму Верховного Совета Республики Кыргызстан образовать комиссию из числа народных депутатов, учёных специалистов для квалифицированной и оперативной подготовки мер (включая проекты договоров), обеспечивающие экономическую и политическую независимость Республики Кыргызстан и внести на рассмотрение очередной сессии Верховного Совета Республики
Кыргызстан.
— Верховный Совет Республики Кыргызстан призывает народ Республики Кыргызстан объединиться на основе данной Декларации во имя превращения нашего государства в подлинно суверенное и правовое государство.
Гимн Кыргызстана
Флаг Кыргызстана